# Goniosoma tijuca
Goniosoma tijuca is een hooiwagen uit de familie Gonyleptidae.